# Radio Pulsar
Pour les articles homonymes, voir Pulsar.
Radio Pulsar est une radio FM associative, universitaire, citoyenne, musicale et culturelle basée à Poitiers et diffusant ses programmes dans le département de la Vienne. Créée en 1983 par René Cateau et un groupe d'élèves du Lycée des Feuillants, Radio Pulsar émet, depuis 2010, à partir de La Maison des Étudiants située sur le campus de l'Université de Poitiers.

## Historique
Radio Pulsar est née en mars 1983 à l'initiative d'un groupe d'élèves du lycée des Feuillants, à Poitiers. Dirigée par René Cateau (dit Boss), Radio Pulsar propose principalement des contenus musicaux et des programmes conçus par les élèves du lycée et des bénévoles. En 1998, elle entreprend l’informatisation de ses moyens de diffusion et augmente sa production d'émissions en direct.
En 2001, la station abandonne la diffusion des programmes musicaux de l’AFP et programme ainsi la totalité de ses plages musicales en misant sur la découverte et les musiques émergentes, affirmant davantage son orientation dite alternative. En 2003, en parallèle de ses activités radiophoniques, la station commence une nouvelle aventure éditoriale par la publication d'un magazine d'information gratuit intitulé Bouge, distribué sur la Communauté d'agglomération de Poitiers (tirage : 7 000 exemplaires) et en consultation sur le site de la radio.
En décembre 2010, Radio Pulsar passe de l'enseignement secondaire aux études supérieures. Appelée à devenir la nouvelle cité judiciaire de Poitiers, le lycée des Feuillants ferme ses portes et voit ses élèves et personnels migrer vers l’ensemble scolaire Isaac de l’Étoile. Fort d'un partenariat avec l'Université de Poitiers en cohérence avec son projet et sa ligne éditoriale, Radio Pulsar déménage au sein de La Maison des Étudiants, situé sur le campus, au sud-est de l'agglomération pictavienne. En 2013, Radio Pulsar fête ses 30 ans,,.
En 2015, en proie à des difficultés financières, l'association Radio Pulsar lance un appel à soutien,,. Radio Pulsar a adhéré en juin 2017 au réseau Radio Campus.

## Identité de la station

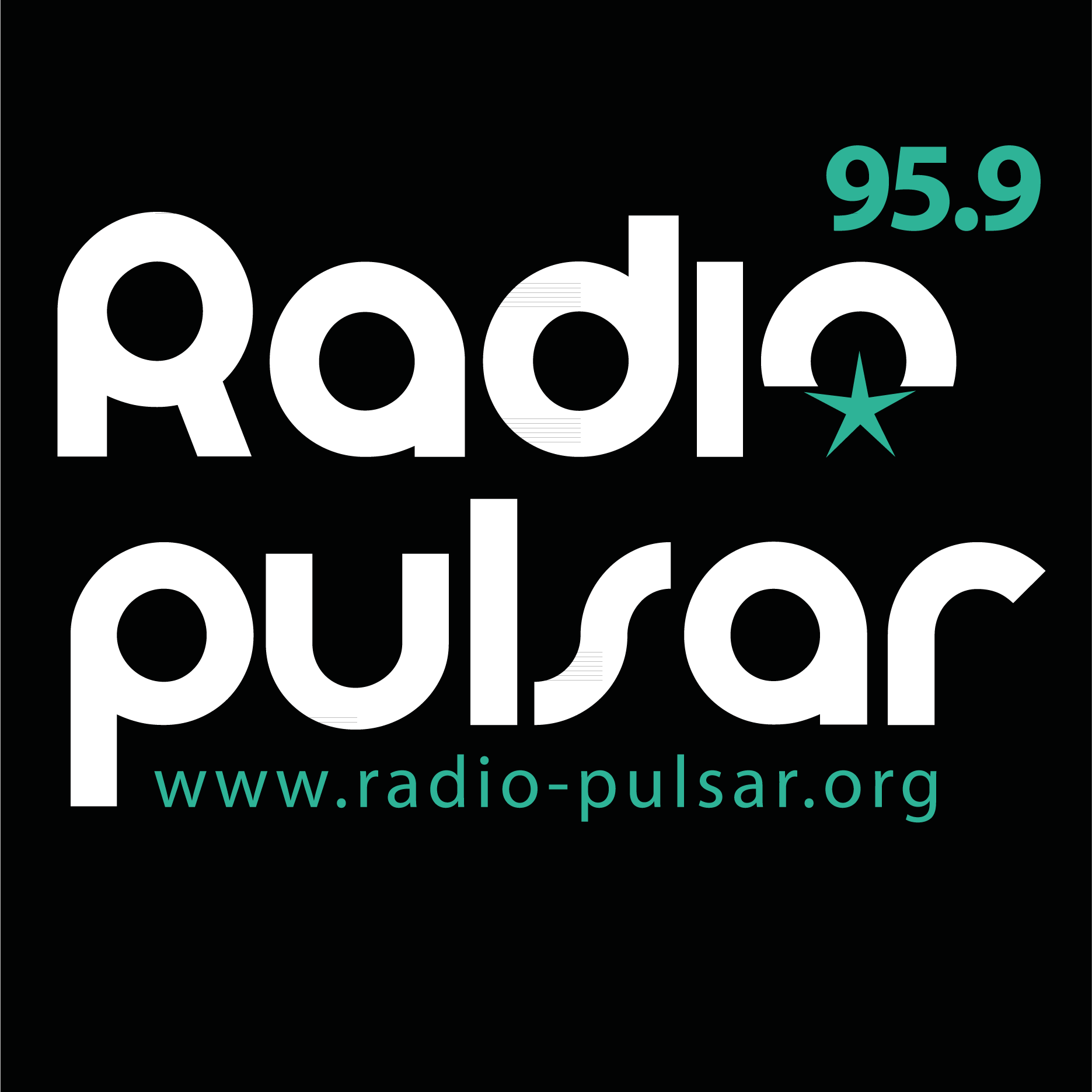
Logo jusqu’en 2018.
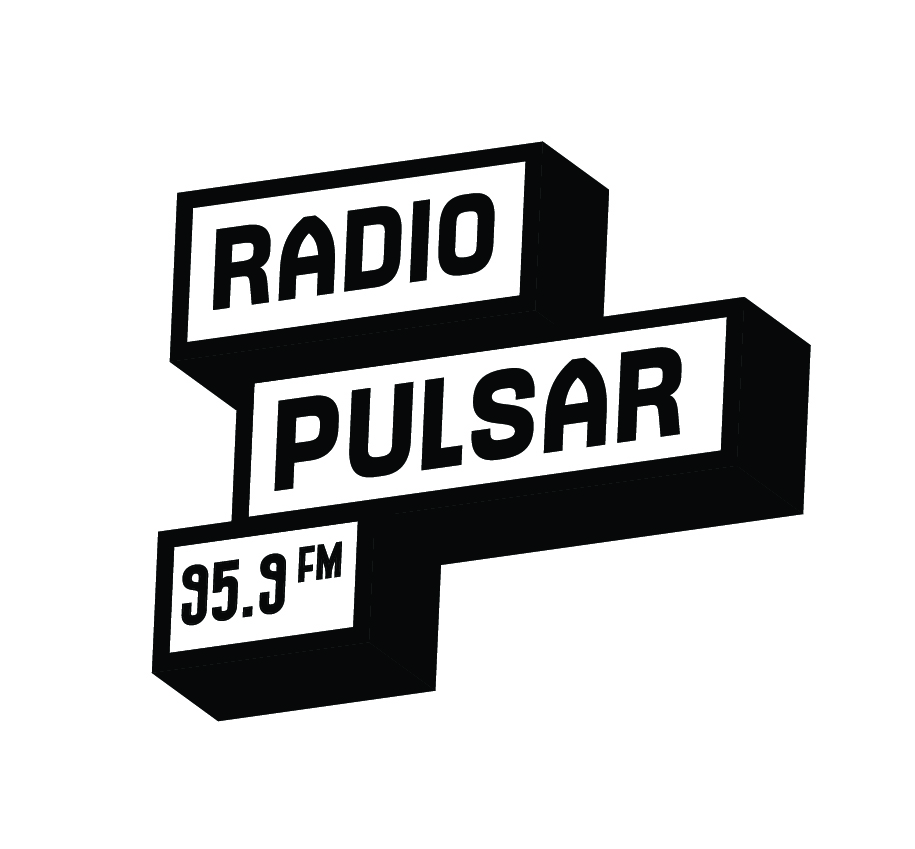
Logo depuis 2018.

Le projet éditorial de la station développe plusieurs axes :
- Proposer une programmation musicale contemporaine faite de découvertes et de diversités, notamment en journée
- Soutenir l'écosystème local et valoriser les initiatives du territoire départemental
- Informer les auditeurs des nouveaux modes de vie, de consommation, d'organisation, de financement, des nouvelles technologies...
- Favoriser la prise d'antenne et la parole des habitants de Poitiers et de La Vienne, particulièrement les étudiants et les jeunes
- Former et initier au métier de journalisme (stages, ateliers, formation, tutorat, bénévolat...)[10].

L'association Radio Pulsar est membre du Réseau des Indépendants de la Musique (RIM), du réseau Radio Campus France, de la C.N.R.A. (Confédération Nationale des Radios Associatives), de la Ligue de l'Enseignement de la Vienne, de la CRESS Nouvelle-Aquitaine et du FONJEP.

## Équipes
Radio Pulsar est animée au quotidien par cinq salariés, 180 adhérents bénévoles dont douze personnes membres du conseil d'administration, et dans lequel l'Université de Poitiers est représentée.
En 2007, Olivier Barbin, alors journaliste et responsable des programmes de la station, prend la succession du fondateur, René Cateau, à la tête de la radio. En février 2010, Danièle Tisserand, alors journaliste à Pulsar depuis 2003, est nommée à la direction. De 2012 à 2014, l'association a confié la présidence à Nicolas Ragot, de 2014 à 2016 c'est François Poupin (animateur de L'Indépen-dance) qui prend la présidence.
En avril 2016, l'assemblée générale élit à la présidence Alexandra Besnard et depuis avril 2015, la radio est dirigée par Sylvain Cousin,,.
En juin 2018, l'assemblée générale élit à la présidence Jean-Luc Auvin et depuis avril 2015, la radio est dirigée par Sylvain Cousin,,.
En 2019,  l'assemblée générale élit à la présidence Marion Perrié et depuis décembre 2020, la radio est dirigée par Florence Hénaut. 

## Programmation
Gérée par l'association Radio Pulsar, la radio produit 95 % de ses programmes.
Au-delà des programmes musicaux, largement majoritaire, les programmes de Pulsar font la part belle aux thématiques liées à l'économie sociale et solidaire, la citoyenneté, l'engagement associatif, la solidarité, la diversité culturelle, le développement durable, l'écologie... et ce depuis le début des années 2000.

### Émissions musicales
- L'Indépen-Dance, présentée par François Poupin et Franck Salomon, depuis 1984[20] (novo-pop, électronique, rock)
- Culture Dub, présentée par AlexDub et Loob (dub)[21],[22]
- Rastapuls, présentée par RiTchy (Reggae, Roots, Ragga et Dancehall) | http://www.rastapuls.com
- Atmosphere, présentée par Sylvain Chauvineau et Thomas Vriet[23] (musiques électroniques)
- Radio Vedette, présentée par Plastic Bernard et Kikifruit[24]

## Diffusion
La radio diffuse ses programmes via la bande FM en s'appuyant sur la fréquence 95,9 MHz dans un rayon de 40 km autour de Poitiers, ainsi que via son site Internet.

## Auditoire
Selon les chiffres de Médiamétrie en 2016, sur les 172 800 individus âgés de 13 ans ou plus résidant dans la zone de diffusion de Radio Pulsar :
- 70,6 % déclarent connaître la station.
- 17,2 % ont l'habitude de l'écouter quelle que soit leur fréquence d'écoute ce qui représente 29 700 individus. Ils constituent l'auditoire global ou public de la station.
- 1,3 % soit 2 300 personnes déclarent l’écouter tous les jours ou presque (auditoire régulier de Pulsar).
- 6,3 % soit 10 900 personnes l'écoutent au moins une fois par semaine (auditoire semaine de Pulsar).